# Hornschuchia polyantha
Hornschuchia polyantha Maas – gatunek rośliny z rodziny flaszowcowatych (Annonaceae Juss.). Występuje endemicznie w Brazylii – w stanie Bahia. 

## Morfologia
PokrójZimozielony krzew dorastający do 2–4 m wysokości.
LiścieMają eliptyczny kształt. Mierzą 10–20 cm długości oraz 3–7 cm szerokości. Blaszka liściowa jest całobrzega o tępym wierzchołku.
OwocePojedyncze. Maja jajowaty kształt. Osiągają 35 mm długości.

## Biologia i ekologia
Rośnie w lasach, na terenach nizinnych.